# Aurélien Paret-Peintre
Aurélien Paret-Peintre (Annemasse, 27 de fevereiro de 1996) é um ciclista francês, membro da equipa AG2R Citroën Team.

## Palmarés
- 2021
  - Grande Prêmio Ciclista a Marsellesa

## Resultados em Grandes Voltas
| Corrida | Corrida         | 2018 | 2019 | 2020 | 2021 |
| ------- | --------------- | ---- | ---- | ---- | ---- |
|         | Giro d'Italia   | —    | —    | 16.º | —    |
|         | Tour de France  | —    | —    | —    | 15.º |
|         | Volta a Espanha | —    | —    | —    | —    |

—: não participa

Ab.: abandono

## Equipas
- AG2R (08.2018-)
  - AG2R La Mondiale (08.2018-2020)
  - AG2R Citroën Team (2021-)